# Treasure Isle (Computerspiel)
Treasure Isle war ein Browserspiel, das vom US-amerikanischen Unternehmen Zynga entwickelt wurde. Es wurde im April 2010 von Zynga über das soziale Netzwerk Facebook veröffentlicht. Am 5. Dezember 2012 wurde das Spiel eingestellt.

## Spielprinzip
Treasure Isle war ein Casual Game. Es war als Free-to-play-Spiel kostenlos spielbar, das Bezahlen von Echtgeld konnte aber den Spielfortschritt beschleunigen. Ziel des Spiels war es, Inseln zu erkunden und auf diesen Schätze zu finden. Auf einer Karte konnte der Spieler die Lage der Inseln sehen. Jede Insel bestand aus mehreren Feldern. Noch nicht erkundete Felder waren dunkel dargestellt. Klickte der Spieler auf ein solches Feld, wurde es erkundet. Das Erkunden von Feldern kostete Energie, die sich langsam von alleine auffüllte. Energie konnte auch durch Bezahlen von Echtgeld aufgefüllt werden. Hat der Spieler alle Felder einer Insel erkundet, konnte er zu einer nächsten Insel aufbrechen.
Beim Erkunden eines Feldes wurden Münzen, manchmal ein Schatz und selten ein Edelstein aufgedeckt. Jeder Schatz gehörte zu einem Set und das Finden aller Schätze eines Sets führte zu bestimmten Boni. Der Spieler konnte doppelte Schätze mit seinen Freunden tauschen. Auf einigen Inseln blockierte ein Totem den Weg, das nur gegen Bezahlen von Edelsteinen den Spieler durchließ. Auch die Edelsteine konnte man mit Echtgeld kaufen.
Neben den zu erkundenden Inseln gab es eine Heimatinsel, die der Spieler dekorieren konnte. Die Dekorationen konnte der Spieler mit Münzen kaufen. Außerdem konnte man Obst anbauen, eine weitere Möglichkeit, seine Energie aufzufüllen.

## Veröffentlichung und Einstellung
Treasure Isle wurde von Zynga entwickelt und im April 2010 als auf Facebook spielbares Browserspiel veröffentlicht. Im November 2012 kündigte Zynga die Einstellung des Spiels an, die am 5. Dezember 2012 folgte. Spieler von Treasure Isle erhielten als Entschädigung bestimmte Boni für Zyngas weitere Spiele.

## Rezeption
Gamezebo meinte, dass Treasure Isle durch sein simples Spielprinzip „alles ist, was sich ein Gelegenheitsspieler wünschen könnte“ (“(...) everything a casual social gamer could want”). Gleichzeitig wurde kritisiert, dass das Spiel durch das Ausgraben von Schätzen und Platzieren von Dekorationsgegenständen als einzige Spielmechaniken sehr eindimensional sei. Es liege an Zynga, durch Updates das Spiel langlebig zu machen.
IGN zufolge folgt Treasure Isle dem Modell Zyngas anderer Spiele. Die Spielidee werde von einem anderen bekannten Spiel (in diesem Fall Treasure Madness von zSlide) übernommen, anschließend werde das Spiel aufpoliert und es werden Individualisierungsmöglichkeiten hinzugefügt.

### Spielerzahlen
In seiner ersten Woche hatte das Spiel über 7,5 Millionen Spieler. Nach zwei Wochen waren es 13 Millionen Spieler, wodurch es zum Spiel auf Facebook mit der am schnellsten wachsenden Spielerzahl wurde.